# 平織
平紋組織（英語：Plain Weave）是平行織品的編織方式中最簡單的一種，例如以四根橫向的經紗與四根直向的緯紗互相交織時，每根經紗與緯紗都會各有四個交錯點。 
以原本平紋組織為基礎，增加或減少交錯支點的數目，或移動原本組織點的位置，或兩種同時施行時，即可做平紋組織的變化。